# Бутенко Федір Хрисанфович
Федір Хрисанфович Бутенко (20 квітня 1905, Андріївка, Катеринославська губернія — після 1942) — радянський літературознавець і дипломат. Втікач з СРСР (1938).

## Біографія
Народився у сім'ї сільського фельдшера.
Згідно з офіційною біографією, у 1918-1919 pp. служив у Червоній армії. У 1921–1923 pp. працював помічником уповноваженого секретно-оперативної частини Донецької губернської ЧК (відділу ГПУ).
Закінчив Дніпропетровський педагогічний інститут та аспірантуру НДІ порівняльної історії літератури та мов Заходу та Сходу при ЛДУ. Після захисту дисертації працював там же науковим співробітником та вченим секретарем, виступав редактором під час підготовки видань Салтикова-Щедріна, Толстого, Чехова. З 1932 р. – завідувач сектору класичної російської літератури та відповідальний редактор Держлітвидаву. Брав участь у політичних кампаніях проти літераторів, які відступали від "керівної лінії партії". 
У 1935–1937 pp. – слухач Інституту з підготовці дипломатичних та консульських працівників НКЗС. Працював гідом-перекладачем радянського павільйону на Всесвітній виставці у Парижі. З грудня 1937 р. радник Повпредства СРСР у Румунії, з 4 лютого 1938 р. – тимчасовий повірений у справах (після відкликання повпреда Михайла Островського).
Увечері 6 лютого 1938 року залишив постпредство і за допомогою румунської влади перебрався до Італії, де попросив політичного притулку. Співпрацював із італійськими спецслужбами, виступав в італійській пресі з "викривальними" статтями проти СРСР. Намагався встановити контакти з ОУН, оскільки як українець "міг би бути корисним своєму народу", проте керівник ОУН в Італії, Євген Онацький, поставився до цього насторожено, і співпраця не відбулася.
У 1941–1942 рр. служив воєнним цензором в Албанії, після чого повернувся до Італії. 
Подальша доля невідома.

## Публикації
- (у співавторстві) Пооктябрьская литература: Учебник по литературе для III курса рабфаков, техникумов и школ ФЗУ на базе 7-летки. М.-Л.: Учпедгиз, 1932. – 149 с.
- Butenko, Th. Enthüllungen über Moskau. Hrsg. von der "Anti-Komintern".[1] Aus dem Russischen übertragen v. Theodor Adamheit.[2] Berlin / Leipzig, Nibelungen-Verlag, 1938. – 47 S.
  - (розширена італійська версія) Rivelazioni su Mosca. Firenze: Monnier, 1939. – 77 p.